# 曾铸
曾铸（1849年—1908年），字少卿，男，福建同安人，清朝实业家，曾任上海商务总会总理。
1904年，美国国会通过新的排华法案。中美就移民问题所进行的谈判告破裂。中美两国华人心中长期积压的不满和愤怒爆发。1905年7月发起抵制美货运动，时任上海商务总会总理的曾铸领导了这次抵制运动。